# Jordy van Oorschot
Jordy van Oorschot (* 7. August 1987 in Rotterdam) ist ein niederländischer Eishockeyspieler, der seit 2023 erneut bei HYS The Hague unter Vertrag steht und mit dem Klub in der Central European Hockey League spielt.

## Karriere

### Clubs
Van Oorschot, der aus der Hafenmetropole Rotterdam stammt, begann seine Karriere als Eishockeyspieler in Zoetermeer bei den dortigen Panters, für die er bereits als 17-Jähriger in der zweithöchsten niederländischen Spielklasse debütierte. 2005 wechselte er zu HYS The Hague, bei dem er seine erste Saison in der Ehrendivision verbrachte. Anschließend wechselte er für drei Jahre zum Ligakonkurrenten Amstel Tijgers Amsterdam, mit dem er gleich in seiner ersten Saison dort den niederländischen Pokalwettbewerb gewinnen konnte. 2009 zog es ihn zurück zu HYS The Hague. Mit dem Team aus der Residenzstadt gewann er 2011 und 2013 den niederländischen Landesmeistertitel sowie 2012 den Pokalwettbewerb. In den Spielzeiten 2011/12 und 2012/13 wurde er als bester Verteidiger der Ehrendivision ausgezeichnet. 2014 wechselte er zu den Tilburg Trappers, mit denen er 2015 das Double aus Meisterschaft und Pokalsieg gewann und erneut zum besten Verteidiger der Liga gewählt wurde. Seit 2015 spielt er mit dem Team aus der Provinz Nordbrabant in der Oberliga Nord und konnte 2016, 2017 und 2018 die deutsche Oberliga-Meisterschaft gewinnen. 2023 kehrte er nach Den Haag zurück und spielt dort in der Central European Hockey League.

### International
Für die Niederlande nahm van Oorschot an den Spielen der Division II der U18-Junioren-Weltmeisterschaften 2004 und 2005 sowie der U20-Weltmeisterschaften 2006 und 2007 teil.
Bereits bei der Weltmeisterschaft der Division I 2006 debütierte er für die Herren-Nationalmannschaft. Auch bei den Weltmeisterschaften 2008, 2009, 2010, 2011, 2012, 2014 und 2015 spielte er mit seinem Nationalteam in der Division I, wobei er 2014 mit dem Ehrentreffer beim 1:5 gegen Polen nicht nur im siebten WM-Turnier endlich sein erstes Tor erzielte, sondern auch als bester Spieler seiner Mannschaft ausgezeichnet wurde. Bei der Weltmeisterschaft 2018 spielte er in der Division II und trug als zweitbester Vorbereiter des Turniers nach seinem Landsmann Ivy van den Heuvel und zweitbester Scorer gemeinsam mit seinem Landsmann Giovanni Vogelaar ebenfalls nach van den Heuvel maßgeblich zum Wiederaufstieg der Niederländer in die Division I bei.
Daneben nahm van Oorschot mit der niederländischen Mannschaft auch an den Qualifikationsturnieren für die Olympischen Winterspiele 2010, 2014 und 2018 teil, ohne dass sich die Niederländer jedoch qualifizieren konnten.

## Erfolge und Auszeichnungen
- 2007 Niederländischer Pokalsieger mit den Amstel Tijgers Amsterdam
- 2011 Niederländischer Meister mit HYS The Hague
- 2012 Niederländischer Pokalsieger mit HYS The Hague
- 2012 Bester Verteidiger der Ehrendivision
- 2013 Niederländischer Meister mit HYS The Hague
- 2013 Bester Verteidiger der Ehrendivision
- 2015 Niederländischer Meister und Pokalsieger mit den Tilburg Trappers
- 2015 Bester Verteidiger der Ehrendivision
- 2016 Deutscher Oberligameister mit den Tilburg Trappers
- 2017 Deutscher Oberligameister mit den Tilburg Trappers
- 2018 Deutscher Oberligameister mit den Tilburg Trappers

### International
- 2018 Aufstieg in die Division I, Gruppe B, bei der Weltmeisterschaft der Division II, Gruppe A

## Statistik
(Stand: Ende der Spielzeit 2022/23)